# Bovenste Plasmolen
De Bovenste Plasmolen is een midden- en bovenslagwatermolen te Plasmolen in het natuurgebied Sint-Jansberg, in de Nederlandse gemeente Mook en Middelaar. De molen maakt gebruik van water uit plaatselijke bronnen. De molen werd in 1968 rijksmonument.

## Molenvijvers op verschillende hoogte
De Bovenste Plasmolen is een uniek omdat het ruim zeven meter grote ijzeren en geklonken waterrad zowel van boven als in het midden aangedreven kan worden. Daarmee is de Bovenste Plasmolen zowel boven- als middenslagmolen.  De molen kan daarmee water uit twee molenvijvers op verschillende hoogte betrekken, waarbij het water uit de bovenste vijver (gevoed door de Beek van het Groene Water) bovenlangs wordt gevoerd, terwijl het water uit de onderste vijver (gevoed door de bron De Helskuil) vanaf het midden van het waterrad wordt aangevoerd.

## Geschiedenis
Deze korenmolen is in het jaar 1725 gebouwd als papiermolen.  Het gebouw heeft een zolder dat tijdens het gebruik als papiermolen werd gebruikt om het papier te drogen. Na meer dan een eeuw als papiermolen gefunctioneerd te hebben, werd de molen vanaf 1848 gebruikt als olie- en pelmolen en vanaf 1865 als graanmolen. Tijdens een verbouwing zijn er waarschijnlijk dakpannen gebruikt uit de resten van de naastgelegen Romeinse villa om een gat in de muur te dichten. In het begin van twintigste eeuw is er een extra graanmaler op benzine in het molenhuis geplaatst.
In 1944 is de Bovenste Plasmolen door oorlogshandelingen beschadigd. Er zijn nog inslaggaten te zien in de bakstenen van de voorgevel. Hierbij is de toenmalige molenaar Fons Verouden door een granaatscherf geraakt en om het leven gekomen. Na zijn dood heeft het ruim vijftig jaar geduurd voordat de molen hersteld werd. In 1995 werd hiertoe de Stichting Bovenste Plasmolen 1725 opgericht, die ervoor heeft gezorgd dat de molen in 1999 is hersteld. Bij deze restauratie zijn het rad en de geklonken watergangen vanaf de vijvers nieuw gemaakt. In de molen zijn er twee nieuwe maalstoelen geplaatst. Het dak is hersteld met gebruik van Limburgse dakpannen en stropoppen. 
De Bovenste Plasmolen is maalvaardig en is tijdens de zomermaanden op gezette tijden voor het publiek geopend.